# Steve Moneghetti
Stephen James (Steve) Moneghetti (Ballarat, 26 september 1962) is een Australische voormalige langeafstandsloper. Hij werd vooral bekend als marathonloper. Hij werd Gemenebestkampioen in deze discipline. Ook nam hij viermaal deel aan de Olympische Spelen, maar veroverde bij geen van die gelegenheden medailles.

## Biografie

### Begin
Op school werd Moneghetti niet beschouwd als een atletiektalent. Hij blonk niet uit in spurt- of springnummers, maar bleek later wel goed te zijn op langeafstandsnummers. "Hoe langer de afstand, hoe beter ik presteerde." Na zijn studies deed hij aanvankelijk mee op de 10.000 m, maar ging al snel marathons lopen. In totaal liep hij 22 marathons en in 20 daarvan eindigde hij in de top-elf.
Hij liep zijn eerste marathon op de Gemenebestspelen 1986 in Edinburgh, en behaalde daar brons. Vier jaar later, op de Gemenebestspelen 1990, veroverde hij zelfs het zilver.

### Eerste marathonzege
Zijn eerste overwinning was in de marathon van Berlijn in 1990, in een tijd van 2:08.16, zijn persoonlijk record en de snelste tijd op de marathon dat jaar. Dat jaar won hij ook de Great North Run, een halve marathon.
Steve Moneghetti zegevierde in de jaren erna op de marathon van Tokio in 1994 en op die bij de Gemenebestspelen 1994. In 1998 won hij een bronzen medaille op de 10.000 m bij de Gemenebestspelen.

### Deelname WK's en OS
Hij liep de marathon op de wereldkampioenschappen atletiek van 1987 (4e), 1991 (11e), 1995 (8e), 1997 (brons), en 1999 (29e). Bij de wereldkampioenschappen atletiek 1993 kwam hij uit op de 10.000 m, waarin hij werd uitgeschakeld in de halve finale.
Moneghetti deed viermaal mee aan de marathon op de Olympische Spelen: 1988 (5e), 1992 (48e), 1996 (7e) en 2000 (10e).
Hij nam ook tienmaal deel aan het wereldkampioenschap veldlopen, met als beste resultaat een vierde plaats in 1989 in Stavanger.

### Einde
Na de Olympische Spelen van 2000 in Sydney stopte Moneghetti als topsporter, maar hij bleef zich inzetten voor de sport. Sedert 2001 is hij voorzitter van het bestuur van het Victorian Institute of Sport. Hij geeft ook lezingen. In 2004 was hij nog eerste master bij de marathon van Parijs.
Steve Moneghetti is getrouwd en vader van vier kinderen.

## Titels
- Gemenebestkampioen marathon - 1994
- Australisch kampioen 15 km - 1987

## Persoonlijk records
Baan
| Afstand     | Prestatie | Datum            | Plaats    |
| ----------- | --------- | ---------------- | --------- |
| 1 Eng. mijl | 4.23,1    | 2 juni 2005      | Perth     |
| 3000 m      | 8.01,84   | 30 juli 1993     | Gateshead |
| 5000 m      | 13.25,77  | 29 februari 1996 | Melbourne |
| 10.000 m    | 27.47,69  | 4 juli 1992      | Oslo      |

Weg
| Afstand        | Prestatie | Datum             | Plaats    |
| -------------- | --------- | ----------------- | --------- |
| 12 km          | 36.44     | 6 juli 2002       | Melbourne |
| 1 uur          | 19.710 m  | 17 december 2005  | Geelong   |
| halve marathon | 1:00.27   | 26 januari 1992   | Tokio     |
| marathon       | 2:08.16   | 30 september 1990 | Berlijn   |

## Palmares

### 5000 m
- 1987:  America's Cup Invitational in Perth - 13.51
- 1988:  Australische kamp. - 13.44,0
- 1988:  Valentine's Day Meeting in Melbourne - 13.46,30
- 1989: 4e Grand Prix in Melbourne - 13.46,15
- 1989: 4e AIS Drug Offensive Meet in Melbourne - 13.30,84
- 1991: 5e NEC Meet in Melbourne - 13.34,13
- 1991:  Australische kamp. - 13.52,95
- 1992: 4e Australische kamp. - 13.38,55
- 1992: 5e Panasonic/ British Trials in Birmingham - 13.33,56
- 1992: 4e Melbourne - 13.44,3
- 1995: 4e Australische kamp. - 13.55,88
- 1996:  NEC Classic in Melbourne - 13.25,77
- 1996: 6e Australische kamp. - 13.47,10
- 1998: 5e Australische kamp. - 13.49,05
- 2002:  Shield Competition at Llanberis in Ballarat - 15.39,36

### 10.000 m
- 1986:  Australische kamp. - 28.41,24
- 1986: 5e Gemenebestspelen - 28.29,20
- 1987:  Canberra Meeting - 28.09,04
- 1987: 5e Mt San Antonio College Relays in Walnut - 28.18,1
- 1987:  Emil Zatopek Meeting in Melbourne - 28.07,37
- 1988:  Australian Olympic Trials in Canberra - 28.18,98
- 1989:  Australische kamp. in Melbourne - 28.28,02
- 1989:  Australian in Canberra - 28.28,02
- 1989:  Emil Zatopek Meeting in Melbourne - 27.55,05
- 1990:  Emil Zatopek Meeting in Melbourne - 28.01,76
- 1991:  Emil Zatopek in Melbourne - 27.57,45
- 1992:  Zatopek Memorial in Melbourne - 28.06,25
- 1993: 12e series WK - 29.21,18
- 1993:  Zatopek Memorial in Melbourne - 28.03,65
- 1994:  Zatopek Memorial in Melbourne - 28.03,48
- 1995:  Optus Zatopek Classic in Melbourne - 27.48,94
- 1996: 5e Zatopek Memorial in Melbourne - 28.00,88
- 1998:  Gemenebestspelen - 29.02,76
- 2002:  Telstra Zatopek Classic in Melbourne - 28.33,68
- 2003:  Telstra Zatopek Classic in Melbourne - 28.42,93
- 2005: 4e Telstra Zatopek Classic in Melbourne - 29.28,4

### 5 km
- 1994:  Nike/Magnum in Noosa - 14.08
- 1996:  Noosa Gatorade Bolt - 13.52
- 2002: 5e New Balance Bolt in Noosa - 14.04

### 10 km
- 1985:  Burnie - 28.53
- 1987:  First Victoria in Melbourne - 28.33
- 1988:  Burnie - 29.03
- 1992:  Olympic Dream in Melbourne - 28.19
- 1993:  Burnie - 28.39
- 2000:  Flemington Road Race in Melbourne - 28.15
- 2001:  Skilled Burnie - 28.55
- 2001:  Olympic Dream in Melbourne - 29.26,5
- 2002:  Olympic Dream in Melbourne - 29.35
- 2003:  Victorian in Sandown Park - 29.03
- 2003:  Herald Sun Olympic Dream in Melbourne - 29.34
- 2004:  Nike in Melbourne - 30.35
- 2004:  Nike in Sydney - 30.16
- 2004:  Herald Sun Olympic Dream in Melbourne - 29.47
- 2005:  Victorian in Melbourne - 29.38
- 2005:  Olympic Dream in Melbourne - 29.42
- 2013:  Townsville Airport Classic - 33.10

### 15 km
- 1987:  Australische kamp. - 44.11
- 1988: 5e Gold Coast in Sanctuary Cove - 45.01
- 1990:  Cascade Run Off in Portland - 43.08
- 2010:  Lake Wendouree Road Race in Ballarat - 46.08
- 2011: 5e Lake Wendouree in Ballarat - 47.12,5

### 10 Eng. mijl
- 1989:  Virginia - 48.02

### halve marathon
- 1989:  Philadelphia Distance Run - 1:02.03
- 1990:  Great North Run - 1:00.34
- 1991: 4e halve marathon van Milaan - 1:01.33
- 1992:  halve marathon van Tokio - 1:00.27
- 1993:  halve marathon van Tokio - 1:00.08
- 1993:  halve marathon van Gold Coast - 1:01.48
- 1993:  WK in Brussel - 1:01.10
- 1994:  halve marathon van Sydney - 1:02.51
- 1997:  halve marathon van Sydney - 1:02.32
- 2001:  halve marathon van Tanunda - 1:06.44
- 2001:  halve marathon van Lake Macquarrie - 1:04.59
- 2005:  halve marathon van Sydney - 1:04.33
- 2006:  halve marathon van Noosa - 1:07.55
- 2007:  halve marathon van Noosa - 1:09.20
- 2009:  halve marathon van Noosa - 1:08.46
- 2014:  halve marathon van Adelaide - 1:15.31
- 2014: 4e halve marathon van Melbourne - 1:09.43

### marathon
- 1986:  Gemenebestspelen - 2:11.18
- 1987: 4e WK in Rome - 2:12.49
- 1988: 5e OS in Seoel - 2:11.49
- 1990:  marathon van Berlijn - 2:08.16
- 1990:  Gemenebestspelen - 2:10.34
- 1991: 11e WK in Tokio - 2:19.18
- 1992: 48e OS in Barcelona - 2:23.42
- 1993:  marathon van Tokio - 2:12.36
- 1994:  marathon van Tokio - 2:08.55
- 1994:  Gemenebestspelen - 2:11.49
- 1995: 8e WK in Göteborg - 2:16.13
- 1995:  marathon van Londen - 2:08.33
- 1996: 10e Boston Marathon - 2:11.17
- 1996: 7e OS in Atlanta - 2:14.35
- 1997: 6e marathon van Londen - 2:08.45
- 1997:  WK in Athene - 2:14.16
- 1998: 9e marathon van Londen - 2:11.41
- 1999: 29e WK in Sevilla - 2:20.32
- 2000: 7e marathon van Tokio - 2:10.00
- 2000: 10e OS in Sydney - 2:14.50
- 2001: 9e marathon van Sydney - 2:46.0
- 2003: 30e marathon van Otsu - 2:17.14
- 2004: 26e marathon van Parijs - 2:19.27 (1e VET)
- 2006: 4e marathon van Blacktown - 2:48.59
- 2013:  marathon van Port Douglas - 3:16.24
- 2015:  marathon van Port Douglas - 3:07.21

### veldlopen
- 1985: 103e WK (lange afstand) - 35.22
- 1986:  Wereld Studenten kampioenschappen - 40.17
- 1986: 22e WK (lange afstand) - 36.25,2
- 1987: 11e WK (lange afstand) - 37.11
- 1988: 21e WK (lange afstand) - 36.16
- 1989: 4e WK (lange afstand) - 40.24
- 1991: 15e WK (lange afstand) - 34.37
- 1992: 6e WK (lange afstand) - 37.23
- 1997: 46e WK (lange afstand) - 37.11
- 2001: 41e WK (lange afstand) - 41.39
- 2004: 30e WK (lange afstand) - 38.01

### overige
- 1991:  Lilac Bloomsday 12 km - 34.52

- World Athletics: 14179121
- International Standard Name Identifier: 0000 0000 3189 2065
- Library of Congress Control Number: n96103987
- Virtual International Authority File: 65744518
- WorldCat: E39PBJvd3Yh4RrJvkpvbHjCxXd